# Grup de l'al·lanita
El grup de l'al·lanita és un grup de minerals, format per 23 espècies que pertanyen a la classe dels silicats. Thomas Thomson va donar aquest nom l'any 1810 pel mineralogista escocès Thomas Allan (1777-1833), el primer a observar aquest mineral. Més tard es van distingir els diferents membres de les terres rares amb els sufixos -(Ce), -(La), -(Y)... Les darreres espècies en entrar a formar part d'aquest grup són l'akasakaïta-(Ce), l'akasakaïta-(La) i la vanadoakasakaïta-(La), aprovades totes tres per l'IMA en el mes de maig de l'any 2025.
El grup de l'al·lanita forma part del supergrup de l'epidota, sent els membres d'aquest subgrup minerals rics en terres rares, derivant probablement de la clinozoïsita per substitucions homovalents i una substitució heterovalent del tipus A2(REE)3+ + M3M2+ → A2Ca2+ + M3M3+. Les varietats riques en ferro es poden confondre amb ferrial·lanita-(Ce) i ferrial·lanita-(La), o amb altres membres de color negre del supergrup de l'epidota. A la literatura antiga s'emprava sovint el terme orthita en lloc d'al·lanita.
| Espècie              | Fórmula                              |
| -------------------- | ------------------------------------ |
| Akasakaïta-(Ce)      | (CaCe)(AlAlMn²⁺)O[Si₂O₇][SiO₄](OH)   |
| Akasakaïta-(La)      | (CaLa)(AlAlMn²⁺)O[Si₂O₇][SiO₄](OH)   |
| Al·lanita-(Ce)       | {CaCe}{Al₂Fe2+}(Si₂O₇)(SiO₄)O(OH)    |
| Al·lanita-(La)       | {CaLa}{Al₂Fe2+}(Si₂O₇)(SiO₄)O(OH)    |
| Al·lanita-(Nd)       | {CaNd}{Al₂Fe2+}(Si₂O₇)(SiO₄)O(OH)    |
| Al·lanita-(Sm)       | (CaSm)(AlAlFe²⁺)O[Si₂O₇][SiO₄](OH)   |
| Al·lanita-(Y)        | {CaY}{Al₂Fe2+}(Si₂O₇)(SiO₄)O(OH)     |
| Dissakisita-(Ce)     | {CaCe}{Al₂Mg}(Si₂O₇)(SiO₄)O(OH)      |
| Dissakisita-(La)     | {CaLa}{Al₂Mg}(Si₂O₇)(SiO₄)O(OH)      |
| Ferriakasakaïta-(Ce) | {CaCe}Fe3+AlMn2+(Si₂O₇)(SiO₄)O(OH)   |
| Ferriakasakaïta-(La) | CaLaFe3+AlMn2+(Si₂O₇)(SiO₄)O(OH)     |
| Ferrial·lanita-(Ce)  | {CaCe}{Fe3+AlFe2+}(Si₂O₇)(SiO₄)O(OH) |
| Ferrial·lanita-(La)  | {CaLa}{Al₂Fe2+}(Si₂O₇)(SiO₄)O(OH)    |

| Espècie                | Fórmula                                           |
| ---------------------- | ------------------------------------------------- |
| Ferriandrosita-(Ce)    | (Mn2+REEFe3+AlMn2+(SiO₄)₃OH)                      |
| Ferriandrosita-(La)    | MnLaFe3+AlMn2+(Si₂O₇)(SiO₄)O(OH)                  |
| Manganiakasakaïta-(La) | {CaLa}{Mn3+AlMn2+}(Si₂O₇)(SiO₄)O(OH)              |
| Manganiandrosita-(Ce)  | {(Mn2+,Ca)(Ce,REE)}{Mn3+AlMn2+}(Si₂O₇)(SiO₄)O(OH) |
| Manganiandrosita-(La)  | {Mn2+La}{Mn3+AlMn2+}(Si₂O₇)(SiO₄)O(OH)            |
| Uedaïta-(Ce)           | {Mn2+Ce}{Al₂Fe2+}(Si₂O₇)(SiO₄)O(OH)               |
| Vanadoakasakaïta-(Ce)  | CaCe(V³⁺AlMn²⁺)O[Si₂O₇][SiO₄](OH)                 |
| Vanadoakasakaïta-(La)  | (CaLa)(V³⁺AlMn²⁺)O[Si₂O₇][SiO₄](OH)               |
| Vanadoal·lanita-(La)   | {CaLa}{V3+AlFe2+}(Si₂O₇)(SiO₄)O(OH)               |
| Vanadoandrosita-(Ce)   | {Mn2+Ce}{V3+AlMn2+}(Si₂O₇)(SiO₄)O(OH)             |

Segons la classificació de Nickel-Strunz, els membres del grup de l'al·lanita pertanyen a "09.B - Estructures de sorosilicats amb grups barrejats de SiO₄ i Si₂O₇; cations en coordinació octaèdrica [6] i major coordinació» juntament amb els següents minerals: clinozoisita, dol·laseïta-(Ce), epidota, epidota-(Pb), khristovita-(Ce), mukhinita, piemontita, piemontita-(Sr), tawmawita, manganipiemontita-(Sr), clinozoisita-(Sr), epidota-(Sr), åskagenita-(Nd), zoisita, macfal·lita, sursassita, julgoldita-(Fe2+), okhotskita, pumpel·lyïta-(Fe2+), pumpel·lyïta-(Fe3+), pumpel·lyïta-(Mg), pumpel·lyïta-(Mn2+), shuiskita, julgoldita-(Fe3+), pumpel·lyïta-(Al), poppiïta, julgoldita-(Mg), ganomalita, rustumita, vesuvianita, wiluïta, manganovesuvianita, fluorvesuvianita, vyuntspakhkita-(Y), del·laïta, gatelita-(Ce) i västmanlandita-(Ce). Algunes espècies com la vanadoal·lanita-(La), la manganiakasakaïta-(La), la ferriakasakaïta-(Ce) i la ferriakasakaïta-(La) són força recents i encara no es mostren a la classificació.
Els minerals d'aquest grup han estat trobats arreu del planeta. Als territoris de parla catalana se n'han trobat a: Correc de las Canals, a Cortsaví (Ceret, Pirineus Orientals); a Mas d'en Freixa, a Montesquiu d'Albera (Ceret, Pirineus Orientals); a les mines de Costabona, a Prats de Molló i la Presta (Ceret, Pirineus Orientals); a Clot de l'Egua, a la localitat de Puigbalador (Prades, Pirineus Orientals); a Coume de Ponteils, a Sansa (Prades, Pirineus Orientals); a Balatg, a Taurinyà (Prades, Pirineus Orientals); a Cadaqués (Alt Empordà); a la Sèrra de Horno, a Vielha e Mijaran; a les mines de Sant Antoni, a Ulldemolins (Priorat); i als jaciments de Coma Fosca, Roca de Ponent i Sant Miquel de la localitat de Vimbodí i Poblet (Conca de Barberà).